# Evaki Tholus
L'Evaki Tholus è una struttura geologica della superficie di Venere.